# 羅森布羅克系統矩陣
羅森布羅克系統矩陣（英語：Rosenbrock system matrix）是在應用數學中，針對線性時不變系統的矩陣，可以將状态空间轉換為傳遞函數矩陣。此矩陣是英國控制學家霍華德·哈里·羅森布羅克在1967年所提出。

## 定義
考慮以下的線性時不變系統
{\displaystyle {\dot {x}}=Ax+Bu,}
{\displaystyle y=Cx+Du.}
其羅森布羅克矩陣為 
{\displaystyle P(s)={\begin{pmatrix}sI-A&-B\\C&D\end{pmatrix}}.}
此為多項式形式（polynomial form）的羅森布羅克矩陣
在羅森布羅克原始研究中，允許常數矩陣{\displaystyle D}是{\displaystyle s}的多項式。
輸入{\displaystyle i}及輸出{\displaystyle j}的轉換函數為 
{\displaystyle g_{ij}={\frac {\begin{vmatrix}sI-A&-b_{i}\\c_{j}&d_{ij}\end{vmatrix}}{|sI-A|}}}
其中{\displaystyle b_{i}}為矩陣{\displaystyle B}的第{\displaystyle i}個行（column），而{\displaystyle c_{j}}是矩陣 {\displaystyle C}的第{\displaystyle j}列（row）。
羅森布羅克就是以此表示方式推導其定義版本的Popov–Hautus–Belevitch測試，也就是Hautus引理，是有關可控制性的測試。

## 短形式
為了計算的考量，有時需要較短形式的羅森布羅克系統矩陣，表示如下
{\displaystyle P\sim {\begin{pmatrix}A&B\\C&D\end{pmatrix}}.}
此為狀態空間形式（state-space form）的羅森布羅克矩陣。
短形式的羅森布羅克系統矩陣廣為在H-infinity控制中使用，也稱為packed form，例如MATLAB的指令pck。羅森布羅克系統矩陣在線性分數階轉換的含義可以參閲。
羅森布羅克系統矩陣的第一個應用是發展卡爾曼分解的快速計算方式。在Matlab及GNU Octave中的minreal指令用到了羅森布羅克方式的變體。